# Ella Anderson
Ella Anderson (Ypsilanti, Michigan, 2005. március 26. –) amerikai színésznő. 
Leginkább Piper Hart szerepéről ismert a Veszélyes Henry című sorozatban.

## Élete és pályafutása
2005. március 26-án született a Michigan állambeli Ypsilantiban. Nagy áttörése ötéves korában következett be, amikor Detroitban felfedezte egy castingrendező. 
Ellának a közösségi médiaoldalakon közel 4, 5 millió követője van, amit nagy részben annak köszönhet, hogy ő játssza Piper Hartot a Nickelodeon Veszélyes Henry című sorozatában. Mialatt a sorozatban dolgozott, több nagy filmben is játszott. 2015-ben az Üzlet bármi áron című filmvígjátékban szerepelt, valamint A főnök című 2016-os komédiában is szerepet kapott, Melissa McCarthy oldalán. Az üvegpalota című 2017-es életrajzi filmben is feltűnt, amelyben többek között az Oscar-díjas színésznő, Brie Larson is szerepelt. 
Los Angelesben él édesanyjával és édesapjával, valamint két ikertestvérével, Gabriellel és Juliannel.

## Filmográfia

### Film
| Év   | Magyar cím       | Eredeti cím                    | Szerep                   | Magyar hang      |
| ---- | ---------------- | ------------------------------ | ------------------------ | ---------------- |
| 2011 | Játékidő         | Touchback                      | Jamie                    | Koller Virág     |
| 2014 |                  | The Possession of Michael King | Ellie King               |                  |
| 2015 | Üzlet bármi áron | Unfinished Business            | Bess Trunkman            | Szűcs Anna Viola |
| 2016 | A főnök          | The Boss                       | Rachel Rawlings          | Györke Laura     |
| 2016 | Anyák napja      | Mother's Day                   | Vicky                    | Károlyi Lili     |
| 2017 | Az üvegpalota    | The Glass Castle               | Jeannette Walls fiatalon |                  |

### Televízió
| Év        | Magyar cím                                 | Eredeti cím                         | Szerep              | Megjegyzések                                               |
| --------- | ------------------------------------------ | ----------------------------------- | ------------------- | ---------------------------------------------------------- |
| 2011      | A tengerészgyalogosnő                      | Last Man Standing                   | Haley               | - tévéfilm - magyar hangja: - Jelinek Éva                  |
| 2012      | Zsenipalánták                              | A.N.T. Farm                         | Hazel               | 2 epizód                                                   |
| 2012      | Nevelésből elégséges                       | Raising Hope                        | Annie               | 1 epizód                                                   |
| 2013      | Az eb és a web                             | Dog with a Blog                     | Darcy Stewart       | 2 epizód                                                   |
| 2013      | Liv és Maddie                              | Liv and Maddie                      | Jenny Keene         | 1 epizód                                                   |
| 2014      | Tündéri keresztszülők csodálatos nyaralása | A Fairly Odd Summer                 | Mitzie              | - tévéfilm - magyar hangja: - Hermann Lilla                |
| 2014      | Esküdt ellenségek: Különleges ügyosztály   | Law & Order: Special Victims Unit   | Maddie Aschler      | 1 epizód                                                   |
| 2014–2020 | Veszélyes Henry                            | Henry Danger                        | Piper Hart          | - főszereplő (76 epizód) - magyar hangja: - Gyarmati Laura |
| 2015      |                                            | Henry Danger: Motion Comic          | Piper Hart (hangja) | 1 epizód                                                   |
| 2015      | Nickelodeon – Karácsonyi kelepce           | Nickelodeon's Ho Ho Holiday Special | Olive               | tévéfilm                                                   |
| 2015      | Bajusz Birodalom                           | Whisker Haven                       | Honeycake (hangja)  | 2 epizód                                                   |
| 2018      |                                            | The Adventures of Kid Danger        | Piper (hangja)      | főszereplő (9 epizód)                                      |
| 2018      | Az ifjú Sheldon                            | Young Sheldon                       | Erica               | 1 epizód                                                   |
| 2019      | Sok hűhó                                   | All That                            | önmaga              | 1 epizód                                                   |